# Bucculatrix errans
Bucculatrix errans är en fjärilsart som beskrevs av Braun 1920. Bucculatrix errans ingår i släktet Bucculatrix och familjen kronmalar. Inga underarter finns listade i Catalogue of Life.